# 장릉 (조선 인조)
파주 장릉(坡州 長陵)은 대한민국 경기도 파주시 탄현면 갈현리에 있는, 조선 제16대 왕인 인조와 인열왕후의 능이다. 1970년 5월 26일 대한민국의 사적 제203호로 지정되었다.

## 개요
장릉은 조선 16대 인조와 그의 원비 인열왕후의 합장릉이다. 인조반정을 통해 광해군을 몰아내고 인조는 1623년 3월 13일 즉위하였다. 그 후 청과의 외교관계가 악화되어 1627년 정묘호란, 1636년 병자호란 등의 변란을 겪었으며, 남한산성에서 항거하다 삼전도의 굴욕을 겪고, 소현세자와 봉림대군을 청에 볼모로 보내는 치욕적인 삶을 살게 된다.
인조의 원비 인열왕후는 서평부원군 한준겸의 딸로 선조 27년 1594년 7월 1일 강원도 원주에서 태어났다. 광해군 2년 1610년 가례를 올려 청성현부인으로 봉해졌으며, 1623년 인조가 즉위하자 왕비로 책봉되었다.
인조 13년 1635년 12월 9일 산후병으로 42세의 나이로 인렬왕후가 승하하자 능호를 《장릉》이라 하고 이듬해 1636년 4월 12일 파주 운천리의 언덕에 능을 조영하였다. 인조는 장릉을 조영하면서 오른쪽에 미리 자신의 능을 마련해 두었다가 인조 27년 1649년 5월 8일 승하한 후 그곳에 묻혔다.
그러나 후에 화재가 일어나고 뱀과 전갈이 능 주위로 무리를 이루고 석물 틈에 집을 짓는 등 이변이 계속되어 영조 7년 1731년 8월 30일 천장을 결정하고 현재의 파주시 탄현면 갈현리로 옮겼다.

## 같이 보기
- 조선의 왕릉
- 인조반정

## 참고 자료
- 장릉 - 국가유산청 국가유산포털
- 문화재청 조선왕릉 - 파주 장릉